# Fodinoidea pluto
Fodinoidea pluto är en fjärilsart som beskrevs av De Toulgoët 1961. Fodinoidea pluto ingår i släktet Fodinoidea och familjen björnspinnare. Inga underarter finns listade i Catalogue of Life.